# Ngô Trần Ái
Nhà giáo Ưu tú Ngô Trần Ái, sinh năm 1951 tại Hoà Vang, Đà Nẵng. Ông nguyên là Giám đốc Nhà xuất bản Giáo dục (Nhà xuất bản GD) chi nhánh tại TP. Đà Nẵng, Giám đốc Nhà xuất bản GD chi nhánh tại Tp Hồ Chí Minh, Chủ tịch Hội đồng quản trị kiêm Tổng Giám đốc Nhà xuất bản GD Việt Nam. 

## Tiểu sử, sự nghiệp
Cha mẹ ông đều là giáo viên. Cha ông mất khi ông tròn bốn tuổi.
Ông tốt nghiệp Trường Đại học Sư phạm Sài Gòn, ông về dạy học ở Trường THPT Hoà Vang. Đến năm 1975, ông được bổ dụng lại và giảng dạy tại Trường THPT Hoà Vang.
Năm 1980, Ngô Trần Ái được tín nhiệm bầu làm Phó Hiệu trưởng rồi Hiệu trưởng của Trường THPT Hoà Vang. Ông được cử làm Phó Giám đốc, rồi Giám đốc Công ty sách và Thiết bị trường học Quảng Nam - Đà Nẵng. Khi Nhà xuất bản GD thành lập Chi nhánh ở Đà Nẵng, ông phụ trách việc xuất bản, in, phát hành SGK 9 tỉnh miền Trung - Tây Nguyên.
Đến năm 1997, ông phụ trách Chi nhánh Nhà xuất bản GD tại Tp.HCM.
Cuối năm 1999, ông được cử làm Giám đốc Nhà xuất bản GD.
Tháng 7/2003, ông là Chủ tịch Hội đồng quản trị kiêm Tổng Giám đốc Nhà xuất bản GD Việt Nam.
GS.TS Hoàng Quang Thuận (Viện trưởng Viện Công nghệ Viễn thông, Viện Khoa học và Công nghệ Việt Nam) có nhận xét về Ngô Trần Ái: "... anh là một nhà quản lý đầy năng động và sáng tạo, luôn luôn nảy ra những ý tưởng mới trong sự nghiệp làm sách giáo dục. Công việc làm sách của Nhà xuất bản GDVN thật nặng nề và không ít khó khăn, nhưng Tổng Giám đốc Ngô Trần Ái là người rất quyết đoán và dám chịu trách nhiệm trong công việc. Trong đời thường anh là người sống lành mạnh, trong sáng, thủy chung, tình nghĩa..."
Giáo sư Phan Trọng Luận, một người đã có trên 50 năm gắn bó với Nhà xuất bản Giáo dục từ thời bao cấp cho đến thời buổi cơ chế thị trường tâm sự: "Suốt hơn 8 năm làm Tổng chủ biên bộ sách giáo khoa Ngữ văn THPT, tôi biết kĩ hơn về Ngô Trần Ái. Ông luôn kết hợp hài hoà đầu óc quản lý khoa học chặt chẽ nghiêm túc với tình cảm của một con người từng trải nghiệm nhiều đau thương mất mát của người đời. Nếu nói gọn một câu, tôi xin được nói rằng đây là một nhà lãnh đạo quản lý tài ba và là một con người có trái tim nhân hậu"."

## chú thích
1. 1 2 3 4 5 6  Theo Công an Nhân dân (21/04/2010). "NGƯT Ngô Trần Ái: 'Chữ tâm kia mới bằng ba chữ tài"". CAND. Theo Công an Nhân dân {{Chú thích báo}}: Kiểm tra giá trị |url lưu trữ= (trợ giúp); Kiểm tra giá trị ngày tháng trong: |ngày= (trợ giúp)[liên kết hỏng]
2. 1 2 3  Theo Nhà xuất bảnGDVN (29/10/2010). "Nẻo về của Chân - Thiện - Mỹ". Theo Nhà xuất bảnGDVN {{Chú thích báo}}: Kiểm tra giá trị |url lưu trữ= (trợ giúp); Kiểm tra giá trị ngày tháng trong: |ngày= (trợ giúp)[liên kết hỏng]